# Ghilarza
Ghilarza é uma comuna italiana da região da Sardenha, província de Oristano, com cerca de 4.379 habitantes. Estende-se por uma área de 53 km², tendo uma densidade populacional de 83 hab/km². Faz fronteira com Abbasanta, Aidomaggiore, Ardauli, Bidonì, Boroneddu, Busachi, Fordongianus, Norbello, Paulilatino, Sedilo, Soddì, Sorradile, Tadasuni, Ula Tirso.